# Reflexão (física)

Diagrama simples ilustrando o fenômeno da reflexão.

Em física o fenômeno da reflexão consiste na mudança da direção de propagação da energia (desde que o ângulo de incidência não seja 0º). Consiste no retorno da energia incidente em direção à região de onde ela é oriunda, após entrar em contato com uma superfície refletora. A lei da reflexão, diz que durante a reflexão especular o ângulo em que a onda é incidente sobre a superfície é igual ao ângulo a que é refletida. Espelhos exibem reflexão especular.
A energia pode tanto estar manifestada na forma de ondas como transmitida através de partículas. Por isso, a reflexão é um fenômeno que pode se dar por um caráter eletromagnético ou mecânico.
Exemplos comuns incluem a reflexão da luz, som e ondas. Em acústica, reflexão provoca ecos e é usado em sonar. Em geologia, é importante no estudo de ondas sísmicas. A reflexão é observada com ondas de superfície em corpos de água. Reflexo é observado com muitos tipos de onda eletromagnética, para além da luz visível. Reflexão de frequências mais altas é importante para a transmissão de rádio e de radar. Mesmo os raios-X e raios gama podem ser refletidos em ângulos rasos com espelhos especiais.

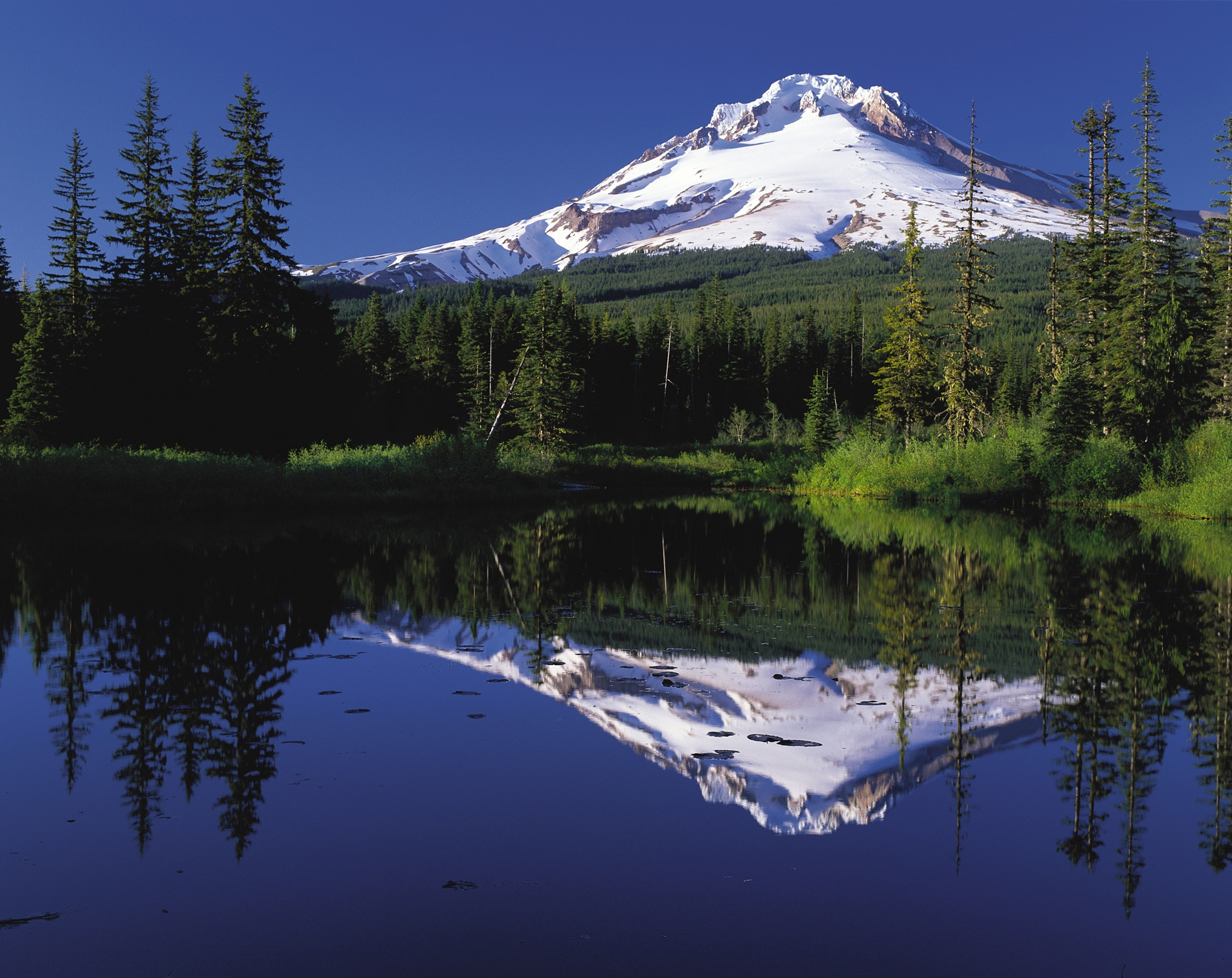
Reflexão no lago espelhado Mount Hood, Oregon

A reflexão difere da refração porque nesta segunda, ocorre alteração nas características do meio por onde passa a onda.

## Leis da reflexão
Se a superfície refletora é muito lisa, a reflexão de luz que ocorre é chamada de reflexão especular ou regular. A reflexão é explicada através de duas leis, de conhecimento geral.
Para enunciá-las, é preciso antes definir alguns conceitos:
- A normal é a semi-reta perpendicular a superfície reflectora;
- Ângulo de incidência é o ângulo formado entre o feixe de luz que incide sobre o objeto e a normal;
- Ângulo de reflexão é o ângulo que a direção de um feixe de luz refletida faz com a normal.

As duas leis da reflexão são expressas da seguinte maneira:
- O raio incidente, a reta normal e o raio refletido são coplanares, ou seja estão no mesmo plano;

- O ângulo de incidência é igual ao ângulo de reflexão.

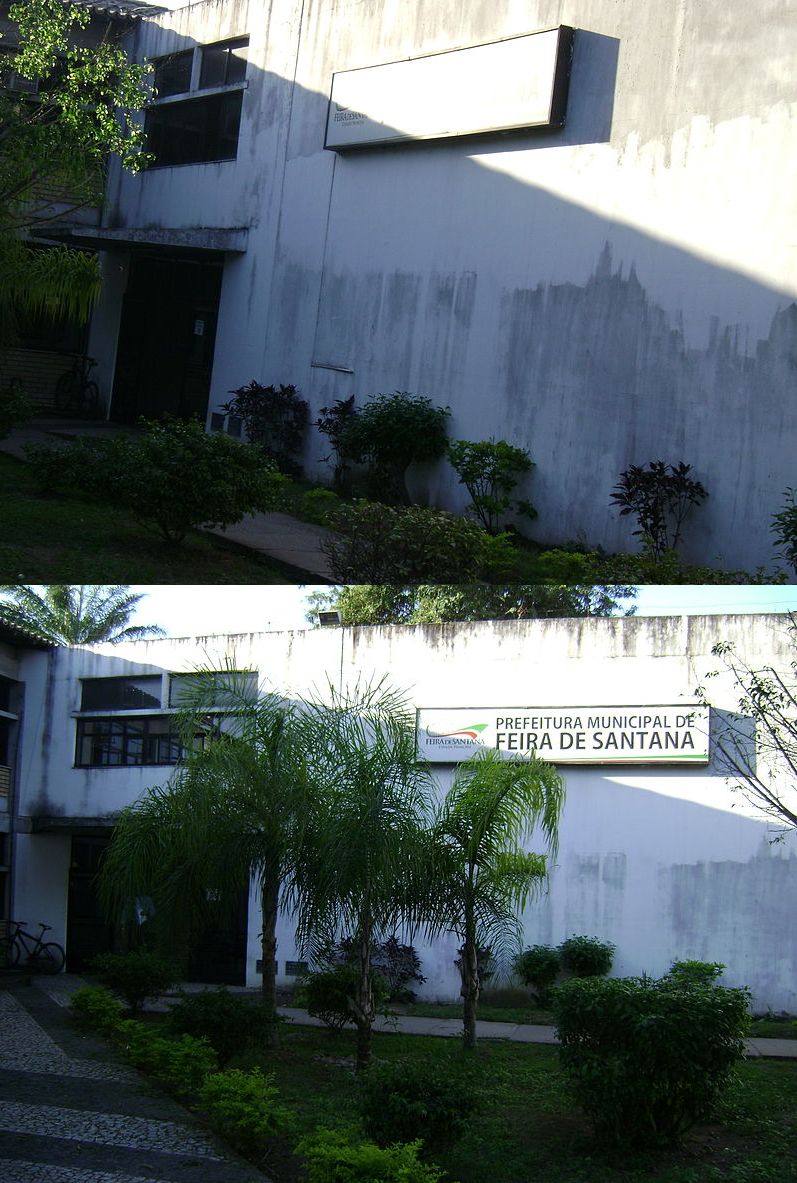
A depender do ângulo, é possível ler ou não a placa por conta do ângulo de reflexão da luz.

## Explicação teórica
Sendo um fenômeno que encontra exemplos tanto na física ondulatória como na física de corpos materiais, é natural desconfiar que há uma explicação comum aos dois tipos de comportamento.
Historicamente, o primeiro a formular uma explicação para a reflexão (especificamente, a da luz) foi Heron de Alexandria. Utilizando-se do princípio aristotélico que diz que a natureza nada faz de modo mais difícil, argumentou que a luz percorre o menor caminho entre dois pontos quaisquer. Ora, se a luz é obrigada a desviar-se durante o percurso, ainda assim percorre o menor caminho entre a fonte e o alvo. A esse princípio de óptica geométrica damos o nome de princípio de Heron.
Muito mais tarde Fermat enunciou princípio semelhante. Porém assinalava que o tempo era mínimo e não a distância percorrida. Esse princípio é conhecido como princípio de Fermat.
Ainda mais tarde, Maupertuis formulou pela primeira vez o princípio da menor ação, onde então surge a noção de ação. Entretanto, dentro do ponto de vista do cálculo das variações, melhor seria chamar a esse princípio de princípio da ação estacionária, já que na verdade a condição é de se achar um extremante para a funcional ação.
Mais tarde, Hamilton enunciou a forma moderna do princípio variacional.

## Utilização
A reflexão luminosa é a base da construção e utilização dos espelhos.
Os espelhos, tanto planos, como os esféricos, tem larguíssima utilização e são a base dos telescópios refletores, que sofrem de menos restrições do que os telescópios refratores.
O cálculo da reflexão é utilizado na técnica de traçado de raio para síntese de imagens tridimensionais em computação gráfica.

## Reflexão da luz
A Reflexão da luz  é especular (espelhado) e difusa (retendo energia, mas perdendo a imagem), dependendo do meio. Além disso, se a interface estiver entre um dielétrico e um condutor a fase da onda refletida é mantida, de outro modo, se a interface estiver entre dois dielétricos a fase possa ser retida ou ser invertida, dependendo dos índices de refração.

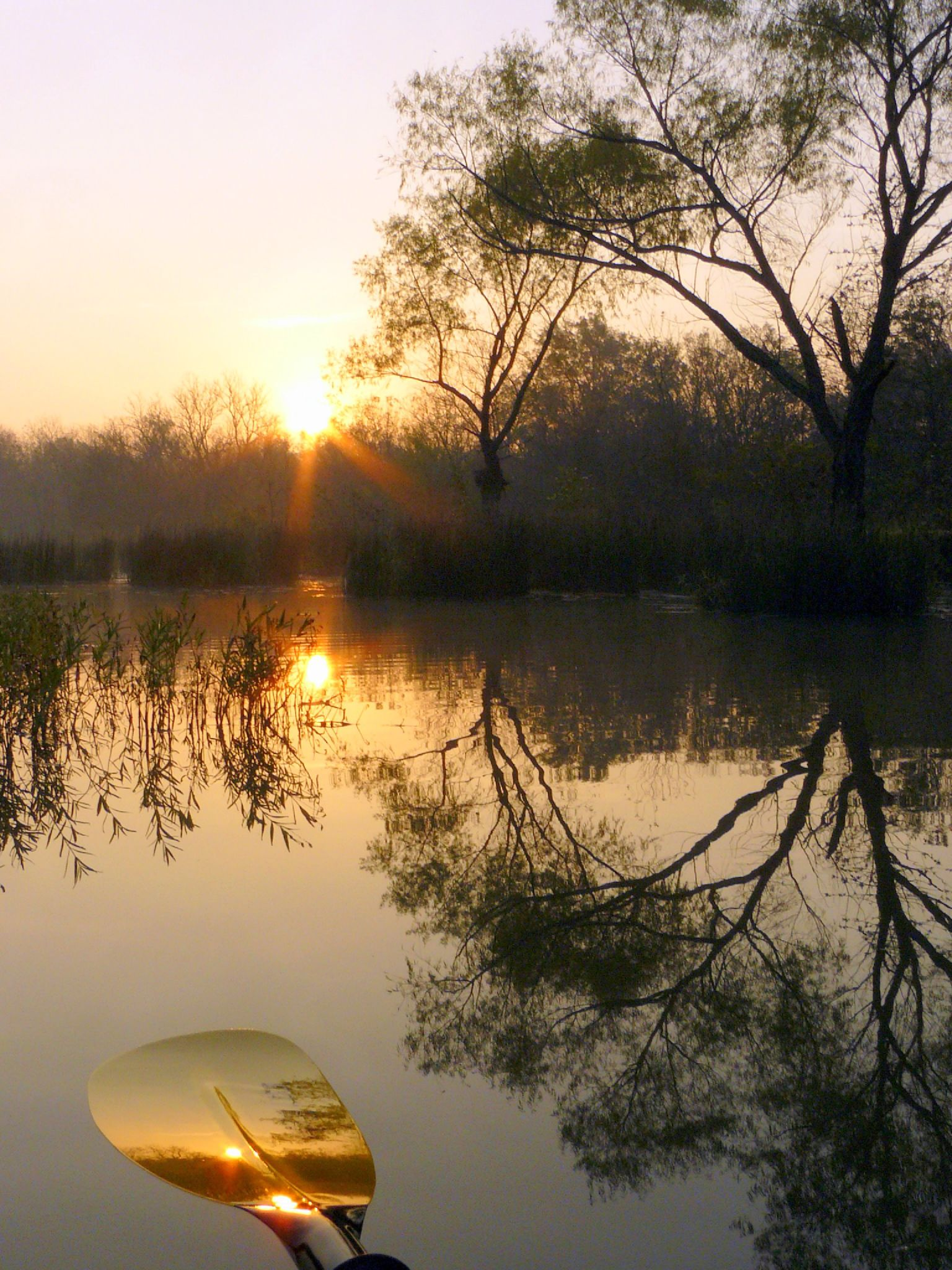
Dupla reflexão: O sol é refletido na água, que é refletida no remo

Um espelho fornece o modelo mais comum para a reflexão de luz especular e consiste tipicamente de uma folha de vidro com um revestimento metálico, onde a reflexão ocorre realmente. A reflexão é reforçada em metais pela supressão de propagação da onda além de suas profundezas da pele. Reflexo também ocorre na superfície dos meios transparentes, tais como água ou vidro.
No diagrama à esquerda, um PO raio de luz atinge um espelho vertical no ponto O, e o raio refletido é OQ. Ao projetar uma linha imaginária que passa pelo ponto S perpendicular ao espelho, conhecido como a normal, que pode medir o ângulo de incidência, θi e o ângulo de reflexão, θr. A lei da reflexão diz que θi = θr ou, por outras palavras, o ângulo de incidência é igual ao ângulo de reflexão.

Diagrama da reflexão

De fato, a reflexão de luz pode ocorrer sempre que a luz se propaga a partir de uma média de um determinado índice de refração no meio com um índice de refração diferente. No caso mais geral, uma certa fração da luz é refletida da interface, e o restante é refratada. Resolvendo as equações de Maxwell, um raio de luz que atinge um limite e permite a derivação das equações de Fresnel, que podem ser utilizadas para prever a quantidade de luz é refletida, e quanto é refratada para uma dada situação. A reflexão interna total da luz a partir de um meio mais denso ocorre se o ângulo de incidência for superior ao ângulo crítico.
A reflexão interna total é utilizada como um meio de se concentrar as ondas que não podem efetivamente ser refletidas por meios comuns. Telescópios de raios X, são construídos através da criação de um "túnel" convergente para as ondas. À medida que as ondas interagem com baixo ângulo com a superfície do túnel são refletidas em direção ao ponto do foco (ou para outra interação com a superfície do túnel, eventualmente, a serem dirigidas para o detector no foco). Um refletor convencional seria inútil, já que os raios-X simplesmente passam pelo refletor pretendido.
Quando a luz se reflete em um material mais denso (com maior índice de refração) do que o meio externo, ele sofre uma inversão de polaridade (fase). Em contraste, um material de menor índice de refração (menos denso) irá refletir a luz em fase. Este é um princípio importante no campo da óptica de película fina.
A reflexão especular forma imagens. Reflexão a partir de uma superfície plana forma uma imagem no espelho, o que parece ser invertida da esquerda para a direita porque nós comparamos a imagem que vemos ao que gostaríamos de ver se estivéssemos girados para a posição da imagem. Reflexão especular em uma superfície curva forma uma imagem que pode ser ampliada ou reduzida, e deformada. Espelhos curvos têm potência óptica. Estes espelhos podem ter superfícies que são esféricas ou parabólicas.

Refração da luz entre dois meios

## Mecanismo

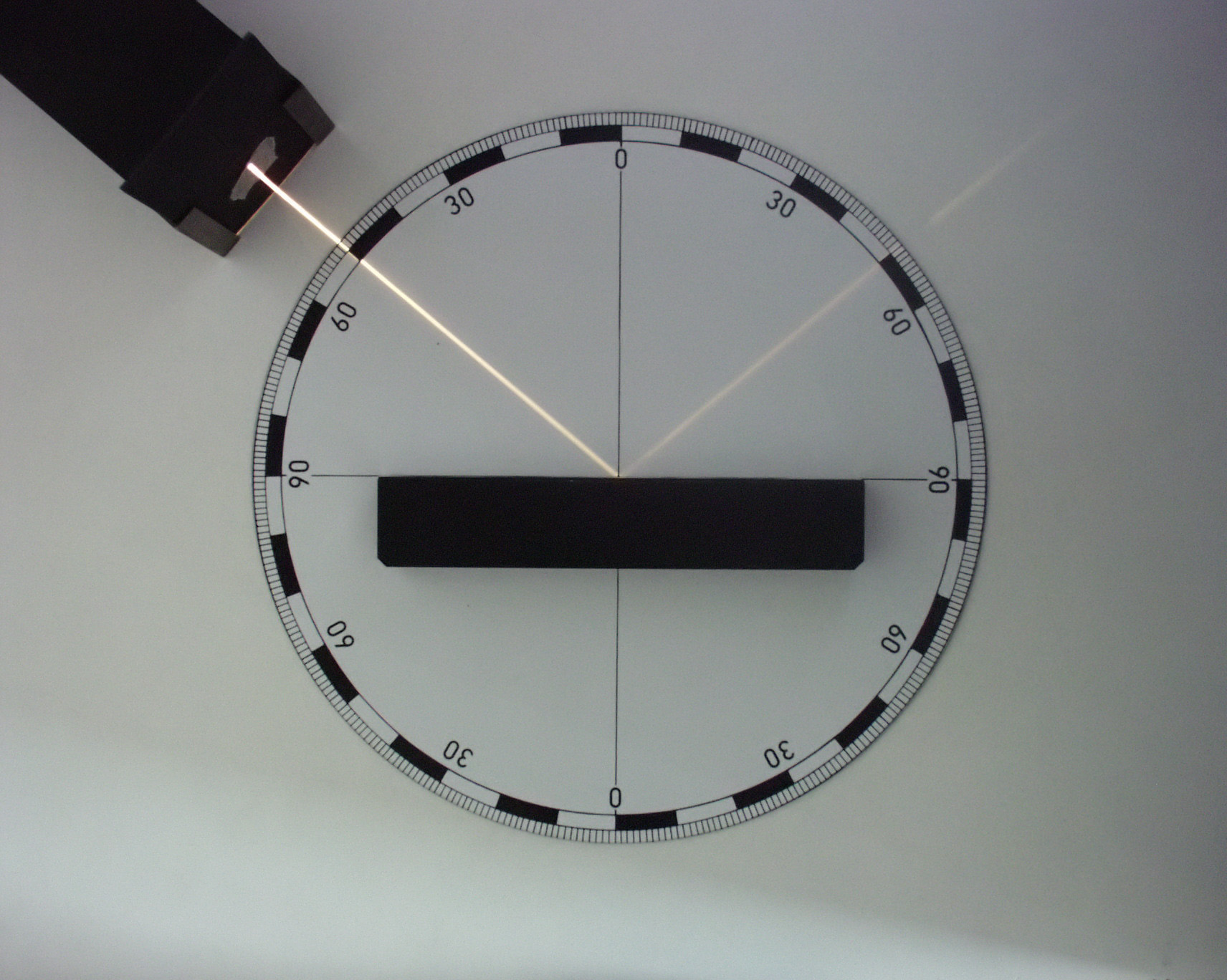
Um exemplo de lei da reflexão

Na eletrodinâmica clássica, a luz é considerada como a onda eletromagnética, o qual é descrita pelas equações de Maxwell. Ondas de luz incidente sobre um material podem induzir pequenas oscilações de polarização dos átomos individuais (ou oscilação de elétrons, nos metais), fazendo com que cada partícula irradie uma pequena onda secundária (em todas as direções, como uma ligação dipolo). Todas essas ondas se somam para dar reflexão especular e refração, de acordo com o princípio de Huygens-Fresnel.
Em caso de dielétrico (vidro), campo elétrico dos átomos de luz sobre os elétrons no vidro, os elétrons em movimento geram um campo e se tornam um novo irradiador. A luz de refração no vidro é a combinação da radiação de frente dos elétrons e a luz incidente e, a radiação para trás é o que vemos refletida da superfície de materiais transparentes, esta radiação vem de todos os lugares do vidro, mas ela se transforma no efeito total, equivalente a uma reflexão a partir da superfície.
Nos metais, os elétrons sem energia de ligação são chamados de elétrons livres. O número de densidade dos elétrons livres é muito grande. Quando estes elétrons oscilam com a luz incidente, existem as diferenças de fase entre o campo de irradiação de elétrons e o campo incidente, de modo que a irradiação para frente irá compensar a luz incidente a uma certa profundidade, e que a irradiação para trás é apenas a luz refletida.
Interação luz-matéria em termos de fótons é um tema da eletrodinâmica quântica, e é descrito em detalhes por Richard Feynman, em seu famoso livro QED: A Estranha Teoria da Luz e da Matéria.

## Reflexão difusa

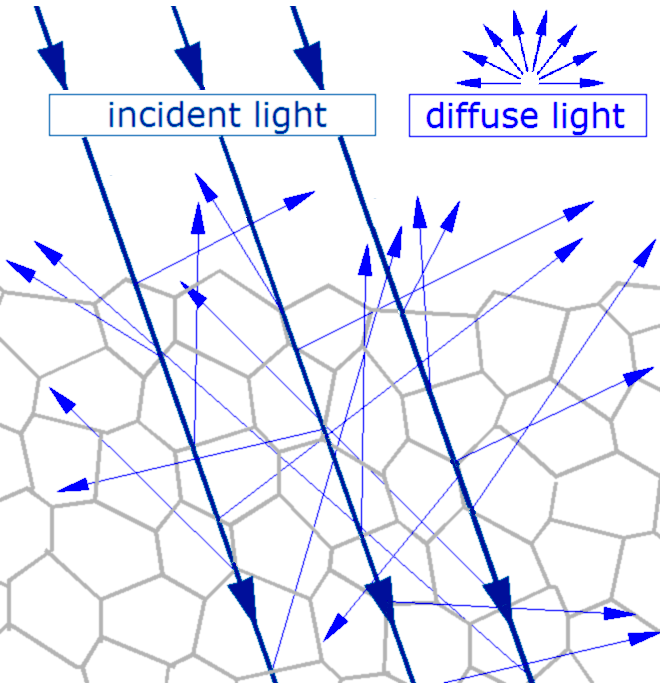
Mecanismo geral da dispersão em superfícies sólidas

Reflexão difusa diz respeito ao fenómeno através do qual a luz atinge a superfície de um material (não metálico) e salta para fora em todas as direções, devido às múltiplas reflexões provocadas por irregularidades microscópicas dentro do material (por exemplo, as fronteiras de grão de um material policristalino, as células ou as fibras limites de um material orgânico) e pela sua superfície quando for áspera. Assim, uma "imagem" não é formada. A forma exata da reflexão depende da estrutura do material. Um modelo comum para a reflexão difusa ocorre quando a luz é refletida com igual luminância (em fotometria) ou radiação (em radiometria), em todas as direções, como definido pela lei do cosseno de Lambert.
A luz enviada para os nossos olhos pela maioria dos objetos que vemos é devido à reflexão difusa da sua superfície, de modo que este é o nosso principal mecanismo de observação física.

## Retrorreflexão

Princípio de um canto refletor

Algumas superfícies apresentam retrorreflexão. A estrutura destas superfícies é tal que a luz volta na direção de onde veio.
Ao voar sobre as nuvens iluminadas pela luz do sol, a região vista ao redor da sombra da aeronave aparecerá mais brilhante, e um efeito similar pode ser visto a partir do orvalho sobre a grama. Esta retrorreflexão parcial é criada pelas propriedades de refração da superfície da gota curva e propriedades refletivas na parte traseira da gota.
Algumas retinas de animais atuam como retrorrefletores, pois isso melhora eficazmente os animais de visão noturna. Desde que as lentes de seus olhos modifiquem reciprocamente os caminhos da luz de entrada e saída, o efeito é que os olhos funcionam como um retrorrefletor forte, às vezes visto à noite ao andar em áreas silvestres com uma lanterna.
Um refletor simples pode ser feito colocando três espelhos comuns, mutuamente, perpendiculares entre si (um refletor de canto). A imagem resultante é o inverso de uma produzida por um único espelho. A superfície pode ser feita retrorrefletida parcialmente por deposição de uma camada de pequenas esferas de refração sobre ela ou através da criação de uma pequena pirâmide como estruturas. Em ambos os casos, a reflexão interna faz com que a luz seja refletida de volta para onde ela se originou. Esta é usada para fazer sinais de trânsito e placas de automóveis que refletem a luz principalmente na direção de onde veio. Nesta aplicação a retrorreflexão perfeita não é desejada, pois a luz passaria então a ser dirigida de volta para os faróis de um carro que se aproxima, em vez de para os olhos do motorista.

## Reflexões múltiplas
Quando a luz se reflete em um espelho, uma imagem aparece. Dois espelhos colocados exatamente cara a cara dá a aparência de um número infinito de imagens ao longo de uma linha reta. As paredes de um cubo de quatro espelhos colocados face a face dá a aparência de um número infinito de imagens dispostos num plano.

## Reflexão conjugada
A luz é refletida de volta exatamente na direção de onde veio devido a um processo óptico não-linear. Neste tipo de reflexão, não só a direção da luz é invertida, mas as frentes de onda reais são invertidas também. Um refletor conjugado pode ser usado para remover a deformação de um feixe, refletindo-a e, em seguida, passando através de uma segunda reflexão a óptica.

## Reflexão de nêutrons
Materiais que refletem nêutrons, por exemplo berílio, são usados em reatores nucleares e armas nucleares. Nas ciências físicas e biológicas, a reflexão de nêutrons dos átomos dentro de um material é comumente usado para determinar a estrutura interna do material.

## Reflexão sonora

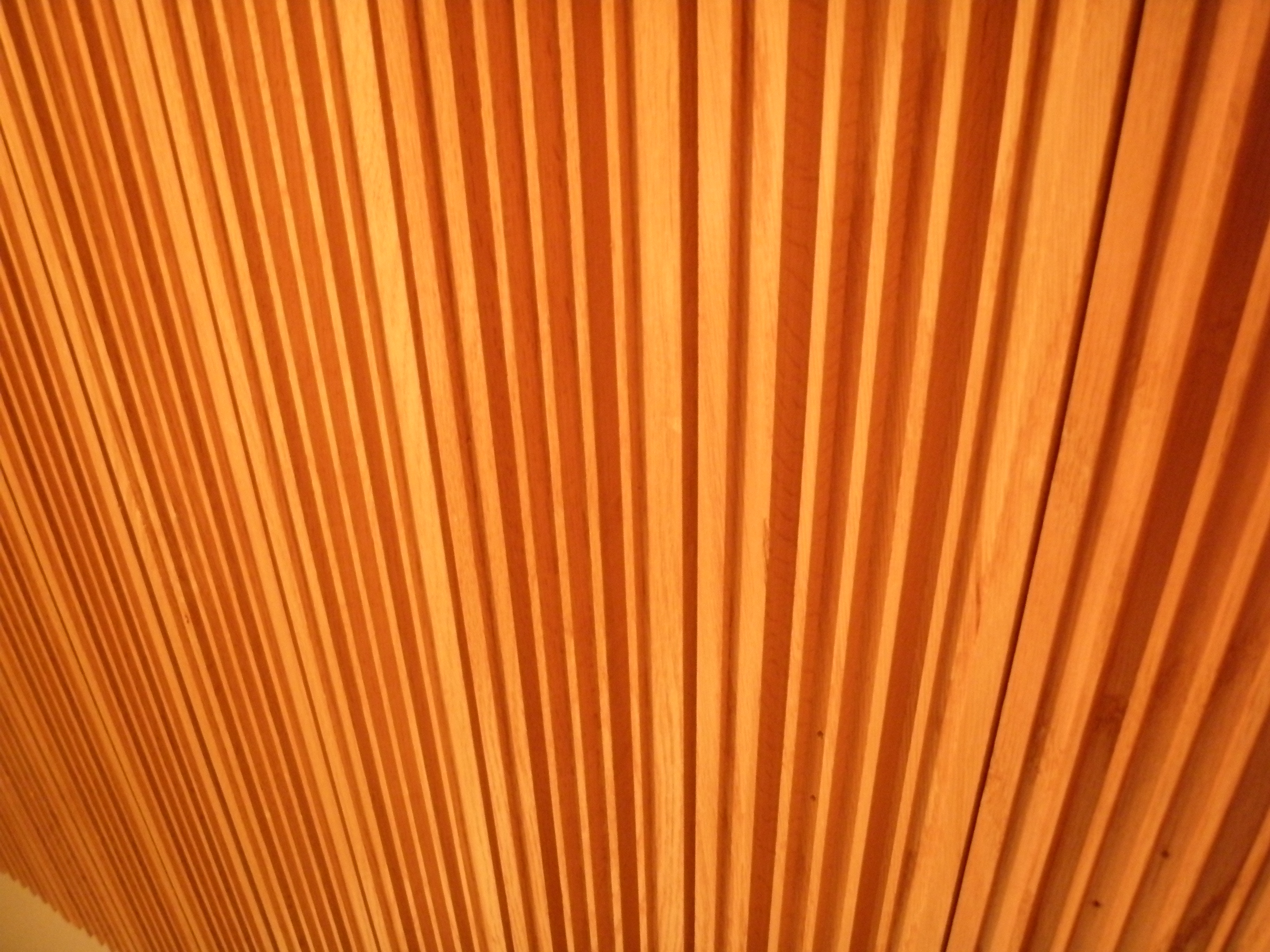
Painel de difusão sonora para altas frequências

Quando uma onda de som longitudinal atinge uma superfície plana, o som é refletido de um modo coerente, desde que a dimensão da superfície refletora seja grande em comparação com o comprimento de onda do som. Note que o som audível tem uma gama muito ampla de frequência (a partir de 20 até aproximadamente 17 mil Hz), e, assim, uma gama muito ampla de comprimentos de onda (a partir de cerca de 20 mm a 17 m). Como resultado, a natureza geral da reflexão varia conforme a textura e estrutura da superfície.
Por exemplo, materiais porosos vão absorver alguma energia, e materiais brutos (onde são ásperos em relação ao comprimento de onda) tendem a refletir em muitas direções, para dispersar a energia, em vez de refletir coerentemente. Isto leva ao campo da arquitetura acústica, pois a natureza destas reflexões é crítica para a sensação auditiva de um espaço. Na teoria da atenuação do ruído exterior, o tamanho da superfície refletora diminui ligeiramente a partir do conceito de uma barreira de ruído, refletindo parte do som na direção oposta.

## Reflexão sísmica
As ondas sísmicas produzidas pelos terremotos ou outras fontes (como explosões) podem ser refletidas por camadas no interior da Terra. Estudos dos reflexos profundos de ondas geradas por sismos permitiram determinar a estrutura de camadas da Terra. Reflexões rasas são utilizadas em sismologia de reflexão para estudar a crosta da Terra em geral, e em particular para a prospecção de depósitos de petróleo e gás natural.